# Collectanea Philologica
 Collectanea Philologica – czasopismo naukowe wydawane przez Wydawnictwo Uniwersytetu Łódzkiego. Ukazuje się od 1995 roku, publikuje artykuły naukowe oraz recenzje z zakresu: hellenistyki, latynistyki oraz recepcji kultury antycznej.

## O czasopiśmie
Seria Collectanea Philologica po raz pierwszy ukazała się w roku 1995 staraniem prof. Ignacego R. Danki. Status periodyku naukowego otrzymała w 2002 r. Od tego momentu pismo zaczęło się ukazywać regularnie jako rocznik naukowy Katedry Filologii Klasycznej UŁ. Publikuje artykuły naukowe oraz recenzje wydawnicze, które stawiają sobie za cel propagowanie wiedzy o szeroko pojętej kulturze starożytnej Grecji i Rzymu. Materiał naukowy dzielony jest na trzy podstawowe dziedziny: hellenistyka, latynistyka, recepcja. Tematyka artykułów zawiera się w szeroko zakrojonych granicach literatury, języka, historii i filozofii świata starożytnego oraz recepcji antyku w kulturze nowożytnej. Odrębną część stanowi dział poświęcony recenzjom. Czasopismo skierowane jest zarówno do osób zajmujących się antykiem z racji prowadzonych przez siebie badań naukowych, jak i do szerokiego kręgu zainteresowanych literaturą i kulturą antyczną. Recenzja tekstów prowadzona jest zgodnie z modelem double blind review. Każdy artykuł sprawdzany jest przez przynajmniej dwóch recenzentów. Wszystkie artykuły dostępne są w Otwartym Dostępie (Open Access) na licencji CC BY-NC-ND.

## Rada Programowa
- prof. Orazio Antonio Bologna, przewodniczący (Università Ponitificia Salesiana di Roma)
- prof. Vittorio Ferraro (Università Roma Tre)
- prof. Artur Gałkowski (Uniwersytet Łódzki)
- prof. Joanna Jabłkowska (Uniwersytet Łódzki)
- prof. Wojciech Kaczmarek (Katolicki Uniwersytet Lubelski)
- prof. András Kárpáti (University of Pécs, Budapest)
- prof. Fiona Macintosh (University of Oxford)
- prof. Michał Masłowski (Université Paris-Sorbonne, Paris IV)
- prof. Krzysztof Narecki (Katolicki Uniwersytet Lubelski)
- prof. Jean-Paul Pittion (Université Fr. Rabelais, Tours)
- prof. Paolo Poccetti (Università Tor Vergata di Roma)
- prof. Mauro Pisini (Università Ponitificia Salesiana di Roma)
- prof. Roberto Spataro (Università Ponitificia Salesiana di Roma)
- prof. Hubert Wolanin (Uniwersytet Jagielloński, Kraków)

## Redakcja
- prof. Jadwiga Czerwińska, red. nacz. (Uniwersytet Łódzki)
- prof. Joanna Sowa, zastępca red. nacz. (Uniwersytet Łódzki)
- prof. Richard Buxton, zastępca red. nacz. (University of Bristol)
- dr Adriana Grzelak-Krzymianowska, sekretarz redakcji (Uniwersytet Łódzki)
- prof. Joanna Sowa, red. tematyczny (Uniwersytet Łódzki)
- dr Katarzyna Chiżyńska, red. tematyczny (Uniwersytet Łódzki)
- Magdalena Ebert, red. językowy (Uniwersytet Łódzki)

## Bazy
- BazHum
- CEJSH
- CEEOL
- DOAJ
- EBSCO
- ERIH+
- Index Copernicus
- ProQuest